# 羽田希
羽田 希（はねだ のぞみ、1988年〈昭和63年〉7月31日 - ）は、日本の元AV女優、ストリッパー。
東京都出身、ファーストプロモーション所属、2018年1月1日よりプロモーション協力会社としてジールグループへも所属している。

## 略歴・人物
2008年にAVデビュー。看護師の資格を有しており、前職が看護師であったため、ナース物の作品に出演する事が多い。性的な事に関心が高く、「AVの仕事を天職と思っている」と語っている。
『催眠淑女』シリーズには2度出演。催眠女優として高い評価を得ていることについて本人には自覚がなかったらしく、2013年の『催眠淑女』2度目の撮影の際にスタッフからそれを教えられたときには戸惑ったという。
第一子を妊娠してから復帰後の2019年からは活動の幅を広げ、母乳系の作品に多く出演するようになった。母乳を扱った企画のアダルトビデオで最初に羽月が出演した作品はナチュラルハイ制作の『初母乳大噴射イキ』であり、ライター・東風克智は「人気女優が母乳もので復活。しかもそれが名作。こんな奇跡的な作品が出るからAVファンをヤメられない」と記述している。

### 経歴
2008年11月、「井上まさみ」名義でAVデビュー。
2010年2月、「羽月希」に改名。同年8月、新宿ニューアートでストリップデビュー。
アダルトビデオ30周年記念企画（AV30）として2012年1月5日から2月29日まで行われた人気投票で33位に選ばれた。また、同年2月14日、スカイパーフェクTV!の「スカパー!アダルト放送大賞」において夕刊フジ賞を受賞。
2012年よりFX取引を始め、専用のブログを開設した。
2013年5月5日、第25回ピンク大賞にて艶技賞を受賞。
2014年、セガのゲーム「龍が如く」のキャラクター化をかけたセクシー女優人気投票にエントリーし、14位に選出された。
2016年、セクシーアイドル・AV女優イベント総合サイトイベルト「熟女・人妻総選挙」のプラチナ／ファン投票部門において、出演作「あなた許して…。-欲情に包まれて2-」(アタッカーズ、監督：なぎら健造)が1位に選出された。
2017年3月3日、スカパー!アダルト放送大賞2017の熟女女優賞を受賞した。
2018年5月、オフィシャルブログにて、暫くの間、（本番行為を伴う）AV撮影を休止することを発表。AVから引退するわけではなく、撮影会やイベントなどへはこれまで通り参加する。
2019年5月2日、ナチュラルハイの撮影にて、約1年ぶりにAV作品の撮影へ復帰。
2020年1月14日、「羽田希」に改名したことをTwitterで発表。
2021年7月16日、自身のブログにてAV女優業の引退を発表。撮影会などのモデル活動は継続する。

### その他
特技はバドミントンと百人一首。ヨガのレッスンに通っている。

## 作品

### アダルトビデオ

#### 井上まさみ 名義
- 処女 現役看護師 井上まさみ20歳 ダマシ!勃起時25cm黒人メガペニスで処女喪失（2008年11月6日、ROCKET）
- アナル処女 井上まさみダマシ！あのAVで処女喪失した天然ウブな現役看護師に絶対気持ちいいから…とウソついてアナルバージンも奪っちゃいました。（2008年12月18日、ROCKET）
- 究極の妄想発明シリーズ第12弾 マネキン化スプレー（2009年2月19日、ROCKET）
- 大物ミュージシャンU激似のあの娘にもう一度逢って顔射したい！（2010年3月18日、ROCKET）

#### 今井なつみ 名義
- 新・オフィスレディ 6人3時間撮り下し 2（2009年1月23日、ビッグモーカル）
- 極上手コキ vol.5（2009年4月19日、ミスター・インパクト）
- ロリレイプ 4 りょう（2009年4月19日、ミスター・インパクト）
- もしもHな事ができちゃう携帯電話をゲットできたら…女子校教師 いたずら編（2009年4月24日、メディアステーション）
- 生中出し 新入女子社員 5（2009年6月26日、メディアステーション）
- ロ●ータ足コキ（2009年7月10日、I.B.WORKS）
- フェラコレ 女子校生編（2009年9月15日、隼エージェンシー）共演：桐原亜澄、桐島みずほ、あすかみみ、雪見紗弥、早乙女ルイ、水野さやか、村瀬優花、くるみ、芽衣奈、星野あや、日向愛葉、君野ゆめ、ほしのさり、永井あいこ、岡田あい、中根あゆみ、中村しの、蒼木ゆきな、みはる、南りん、樺月愛華、福島けい子、飯島くらら、愛璃みい、平井綾、戸羽奏、篠原奈美、紺野彩夢 ※オムニバス作品
- 会社でパコパコしよう。 陵辱中出し編（2009年11月16日、メディアステーション）

#### 羽月希 名義
2010年
- 時間を売った女 File.01（2月10日、プレステージ）
- クチま○こ ゴックン（5月1日、D/AFRO-FILM）他出演：伊吹稟、赤坂アスカ、桃居りん、葉月紗絢、雪野ひかる
- （裏）手コキクリニック 〜完全版〜 性交クリニック 6（7月8日、SODクリエイト）他出演：橘美穂、広瀬奏、直嶋あい、なのかひより
- 夏の想い出（8月19日、タカラ映像）
- フェラコレ特別編 3 4時間まるごとWフェラ（8月25日、隼エージェンシー）他出演：愛澤ほなみ、水玉レモン、希内あんな、片瀬くるみ、橘まいら、高城ゆい 他
- 犯される美人妻（8月27日、Nadeshiko）
- 隣の妻は性処理相手（10月25日、タカラ映像）
- フェラコレ2010秋SP（10月25日、隼エージェンシー）他出演：青木琴音、雪見沙弥、竹内 結、愛内まほ、MOE、梨杏 ほか
- 手コキクリニック 12（11月4日、SODクリエイト）他出演：松下ヒロミ、瀬奈涼、内田美奈子、山梨ゆず、菜菜美ねい
- 完全主観ハーレム学園生活（11月18日、アキノリ）他出演：つぼみ、桜りお、成瀬心美、大槻ひびき、水城奈緒、星崎アンリ、朝倉ことみ、春咲あずみ 他
- 気狂い寸止め手コキ 2（11月19日、SEX Agent）他出演：弘前亮子、沢村サリナ、榊なち、河純ひなみ、煌芽木ひかる、八神れおん
- 顔面騎乗されてシコられちゃった！ II（11月19日、SEX Agent）他出演：COCONA、河純ひなみ、瀬奈 涼、秋吉小百合、藤崎ひなた
- こだわりの手コキ 4時間SP 38人のハンドメイド 17（11月25日、隼エージェンシー）他出演：宮下まい、高井美保、橘ひなた、杏りり、愛内まほ、宮下リカ、可愛りん、高倉 舞、加藤なつみ、ましろ杏、葵ちひろ、水玉レモン、愛音ゆう、青木琴音
- 教育実習生肉壷扱い のぞみ（11月26日、ラマ）
- 強制射精サークルの女たちに限界までヌカれた僕（12月7日、アキノリ）他出演：あすかみみ、星崎アンリ、朝倉ことみ、小西レナ、藍花
- 巨乳ロ●ータ中出し強姦（12月10日、TMA）他出演：葵ぶるま、牧野絵里、成瀬心美、小柳まりん
- 現役看護婦在籍 中出し裏風俗（12月24日、サムシング）

2011年
- 催眠女子寮 -侵蝕-（1月1日、RMQプロジェクト）他出演：あすかみみ、野中あんり、水川葵
- 催眠女子寮-乱喰-（1月1日、RMQプロジェクト）他出演：あすかみみ、野中あんり、水川葵
- 催眠女子寮 〜集団催眠スペシャルseason4〜 コレクターズBOX（1月1日、RMQプロジェクト）
- ちょいワル義父に口説かれた嫁（1月6日、タカラ映像）
- ロ●ータスパッツ MANIAX（1月14日、TMA）他出演：葵ぶるま、星山里穂、小柳まりん、牧野絵里、成瀬心美
- 超贅沢な唾液たっぷり手コキ（1月21日、虎堂）他出演：倉木あゆみ、結城みさ、横山みれい、百花エミリ、本条直子
- 本当にイッてる指オナニー 7（2月4日、OFFICE K's）他出演：月嶋美唯、早坂愛梨、里谷あい、百合菜穂子、宮野麻奈果、神崎レオナ
- 闇金少女風呂（2月10日、Naked）他出演：桃井りん、あすかみみ、神咲美琴
- 催眠 赤 DX 40 ドキュメント編（2月18日、アウダースジャパン）
- 催眠 赤 DX 40 スーパーmc編（2月18日、アウダースジャパン）
- 催眠 赤 DX 40 スーパーコンプリート編（2月18日、アウダースジャパン）
- 愛液クチュクチュオナニー 4（2月18日、OFFICE K'S）他出演：相沢えみり、有村千佳、月嶋美唯、大堀香奈、原沢さな、伏見茜、小滝沙由美
- 女性専用洗体エステサロン 〜女の体で女を洗うナチュラルBODYマッサージ〜（2月19日、アキノリ）他出演：橘美穂、小谷真紀、進藤みく、朝倉ことみ、星崎アンリ、小西レナ、直嶋あい
- 寝静まった女子寮でうなじを舐められ興奮する黒髪娘 〜ポニーテール娘、ツインテール娘、ショートカット娘、デコ出し娘〜（2月19日、ナチュラルハイ）他出演：このは、しずく、大堀加奈
- 突然背後から無理矢理手コかれちゃった僕。（2月25日、アロマ企画）
- 団地妻 昼間に堪えきれず、膣に流し込まれる悦楽妻たち（2月25日、ビッグモーカル）他出演：水嶋あずみ、小滝紗由美
- お義母さん、何でもしてくれるよね?（3月1日、ABC/妄想族）
- 絶対に手を出してはいけない相手をレズ夜這い（3月5日、アキノリ）他出演：浜崎りお、朝倉ことみ、直嶋あい、水嶋あずみ、大槻ひびき、吉川ゆあ、美咲結衣
- 酔い潰れた女をバレないように痴漢しちゃった俺。（3月5日、アキノリ）他出演：紗奈、春咲あずみ、橘ひなた
- (裏) 手コキクリニック 〜完全版〜 性交クリニック 中出し看護スペシャル3（3月5日、SODクリエイト）他出演：原明奈、大堀香奈、飯島和香
- 白衣狩り 平蔵爺さんの目の前で（3月17日、タカラ映像）
- 突然、挑発され連続2回しゃぶられちゃった僕。（3月25日、アロマ企画）他出演：前田陽菜、中居ちはる、瀬名あゆむ、三橋ひより
- 小悪魔JK 大胆パンチラコレクション 3（3月25日、アロマ企画）他出演：瀬名あゆむ、愛音まひろ、つくし、宮野麻奈果、琥珀うた
- ご奉仕痴女4 〜わたし!! フェラ!! ごっくん!! H!! 大好き〜（3月25日、隼エージェンシー）
- 人妻レイプ4時間 VI 理不尽に犯されてしまう9人の人妻たち（3月25日、なでしこ）他出演：香坂めぐ、楓まお、片瀬くるみ、鈴香音色、橘まいら、美嶋茜、平塚ゆい
- こちら全裸家政婦派遣所 巨乳課 羽月希です。（3月25日、なでしこ）
- 鼻コキ（3月25日、東京マニGUN'S）他出演：有村千佳、尾上ライナ、原沢さな、小滝紗由美
- 女子校生のディルドオナニー 9（4月1日、OFFICE K’S）他出演：有村千佳、原沢さな、尾上ライナ、相沢えみり、伊織
- 旅先で嫁を女将に寝盗られた（4月7日、タカラ映像）共演：岡崎花江
- バレないように花嫁姿の元カノとこっそりやる（4月7日、アキノリ）他出演：浜崎りお、鈴木さとみ
- 寸止めSEXで玩具にされちゃった僕。2（4月13日、アロマ企画）他出演：鈴木ミント、前田陽菜、中山エリス
- 義母の筆おろし（4月20日、ルビー）
- 箱入り娘（4月22日、EROTICA）
- ピンクの肌はスケベ色 泥酔女とヤッた夜（4月25日、ながえスタイル）他出演：橘美穂、結城みさ、桐岡さつき
- 夫は知らぬ妻の不倫地獄（4月25日、ながえスタイル）共演：結城みさ
- 予備催眠 SP9（5月2日、アウダースジャパン）他出演：愛音まひろ、糸矢めい、みづなれい、早乙女ルイ、妃乃ひかり
- 綺麗なお母さんの化粧しているトコ（5月2日、お母さん.com/ex）他出演：香野良枝、伊織涼子、青山祥子、生田沙織、西城玲華、音原恭子、小出遥、雨宮真貴、桐岡さつき、波多野結衣、風見なな
- 義父に犯されて… 美嫁いぢり（5月7日、マドンナ）
- 知ってる？セクシー居酒屋の極エッチな裏メニュー（5月19日、サディスティックヴィレッジ）他出演：石倉えいみ、長谷川聖那、牧野絵里、甲斐ミハル
- 嬲棄山 捕われた少女 8（5月20日、MAD）
- NAMANAKA GALS 12（5月27日、ピエロ）他出演：大塚咲、優木あおい
- お母さんとオナニーをお互いに楽しむ特別なひととき 3（6月3日、お母さん.com/ex）他出演：澤美レミ、夏海エリカ、美山蘭子、志村和美、山口智美、生田沙織、保坂友利子、青山祥子、雨宮真貴、小出遥、西城玲華
- 信用金庫の人妻（6月7日、マドンナ）
- 美熟女視姦！絶対にカメラ目線をはずしてはいけないSEX（6月8日、ルビー）他出演：平松恵理香、柳田やよい
- ストリップ劇場 6 素人ダンサーオーディション!!（6月10日、KTファクトリー）他出演：藤沢未央
- 発汗女 2（6月18日、KEU）他出演：井川ゆい、大槻ひびき
- おねだり痴女 第4章（6月25日、隼エージェンシー）他出演：朝倉ことみ、あすかみみ、夏原カレン
- 近親相姦 凄エロ母の危険な誘惑（7月1日、VENUS）
- 陵辱・拘束・中出し 性奴隷お嬢さま 【妹・ゆう篇】（7月7日、桃太郎映像）他出演：篠田ゆう、橘ひなた
- 僕だけの美人家庭教師 2 Hな先生5人のカラダを使った学力向上計画 4時間（7月8日、BAZOOKA）他出演：西山希、雨宮琴音、鈴香音色、茜笑美
- 男なら一度はだきたい スケベなカラダ。（7月10日、KAコーポレーション）
- 羽月希でござひます。（7月21日、タカラ映像）
- ハイレグ介護レディのお仕事×老人に思わず、欲情してしまったハイレグ介護レディの秘密（7月21日、SODクリエイト）他出演：長澤あずさ、宮崎由麻、あすかみみ
- 接客中に顔を紅潮させながら感じまくるバイト娘 3 〜ケーキ屋、焼肉屋、花屋、弁当屋〜（7月21日、ナチュラルハイ）他出演：このは、あずみ恋、ありさ
- S-Cute 女の子ランキング 2011 TOP10（7月22日、S-Cute）他出演：長谷川あゆみ、今村美穂、麻倉憂、あづみ、鈴木ありす、月野りさ、栗林里莉、紗月結花、神河美音
- 催眠隷女 CAノゾミ（7月22日、催眠隷女）
- キャリア系OL M男社員スパルタ調教 2（7月25日、未来・フューチャー）
- Gyu! 真正中出しラブリーデート（7月30日、モブスターズ）
- 友人の母親（8月1日、VENUS）
- 優等生が集まる生徒会の中で行われるえげつないイジメ（8月5日、フリーダム）共演：橘ひなた、琥珀うた、愛音麻友、ミュウ
- マジックミラー便 リアル逆ナンパ！まだAV慣れしていないフレッシュ新人女優にHな指令むちゃブリます！（8月6日、ディープス）他出演：さとう遥希、木下若菜
- 10人姉妹の真ん中に男は僕1人だけ! 大家族4 山田家、海へ行く! 〜太陽の下でもボクのビッグダディ(チ○ポ)は日照り知らず！〜（8月6日、ディープス）他出演：橘ひなた、初芽里奈、神木なな、有村千佳 他
- 彼女の親友に中出ししちゃった俺（8月6日、アキノリ）
- 手コキクリニック 人間ドック・性機能検査スペシャル（8月6日、SODクリエイト）他出演：中居ちはる、桜花えり、日下部楓、こずえまき、早坂このみ
- 人妻イカセ地獄 逆恨みの餌食（8月7日、マドンナ）
- 近親相姦 巨乳義母の誘惑 〜お母さんがしてあげる〜（8月25日、ジャネス）
- 残酷放尿地獄 〜馬鹿笑いしながら男に小便をぶっかける黒髪少女〜（9月5日、フリーダム）他出演：橘ひなた、琥珀うた、愛音麻友
- 恥じらいのあしのうら vol.4（9月5日、フリーダム）他出演：紗奈、井川ゆい、椿まひる、水澤りの、ミュウ、桜花えり、片桐りの、直嶋あい、もりとまりな、雨宮真貴、水嶋あずみ、黒澤ルナ、小倉莉音、SHU-MEI、愛音麻友、坂本望、霜月るな、琥珀うた、橘ひなた、相葉りか
- デカチン患者とウブな若妻メガネ看護婦（9月7日、マドンナ）
- ヤリ捨てアパート のぞみ（9月15日、STAR PARADISE）
- 寝取られた看護師（10月1日、ムーディーズ）
- 女子校生のブルマと太もも 〜むれむれブルマに埋もれた男達〜（10月5日、フリーダム）他出演：橘ひなた、琥珀うた、愛音麻友
- 淫語中出しソープ 22（10月13日、AVS collector's）
- 鬼嫁に犯される旦那の妹 2（10月13日、U&K）共演：水沢真樹
- 黒き魔装の誘惑 汚された聖なる真珠（10月14日、GIGA）共演：橘美穂
- 僕が彼女をしばるとき 昼間にオフィスへ電話をかけて…（10月15日、ドリームチケット）
- 舐め娘（10月20日、LADY×LADY）共演：川上ゆう、他出演：前田陽菜、野中あんり、浅乃ハルミ、河合杏里、美緒みくる、玉川ルル
- 召し上がれ！人妻3人クッキング（10月28日、ケイ・エム・プロデュース）共演：森ななこ、紗奈
- 中出し専用肉便器（11月1日、ムーディーズ）
- 女の子の精飲記念日スペシャル ごっくん Vol.4（11月4日、ラッシュ）
- 有名女優が通う高級レズソープ（11月18日、クリスタル映像）共演：茜笑美、他出演：星野あかり、結城みさ
- 彼女が所属している新体操部の顧問とバレないようにやっちゃった俺（11月19日、アキノリ）他出演：瀬名あゆむ、岩佐あゆみ
- 義父のものすごくいやらしい接吻のトリコになってしまった若妻（11月19日、ヒビノ）
- NAMANAKA GALS 18（11月25日、ピエロ）他出演：篠めぐみ、倉木みお
- 君への誘惑（12月4日、ラブボディ）
- ホームレスJAPAN 無制限生中出し 路上生活者軍団vs羽月希（12月8日、ディープス）
- 人妻回覧板 マンションの住人にグルグル回される僕 (12月23日、ケイ・エム・プロデュース/おかず。) 共演:波多野結衣、Maika
- 真正中出し大乱交EX 乱淫祭（12月24日、モブスターズ）共演：あずみ恋、北川瞳
- 接吻されながらエロ目線で見つめられながらシコシコ手こきをしてくれる人妻たち（12月25日、隼エージェンシー）他出演：小倉もも、星野あいか、早乙女ルイ、町田みなみ、鈴木ありす、京野ななか、松すみれ、星崎アンリ ほか多数

2012年
- 中出し近親相姦 息子に犯された母（1月1日、VENUS）
- ほろ酔いビアンの夜這いレズ（1月1日、U&K）共演：水沢真樹、他出演：倉木みお、藤咲沙耶、夏樹カオル、北条麻妃
- SEXのハードルが異常に低い世界（1月7日、ディープス）共演：大堀香奈、桐岡さつき
- 淫欲の罠に堕ちた若妻（1月15日、ワンズファクトリー）
- キモメン大好き女子校生のベロキスと濃厚SEX（1月19日、クロス）
- 痴女OL大乱交（1月25日、美）他出演：芦名未帆、早乙女ルイ、乙音奈々
- 美少女若妻 変態過ぎて逮捕!?（2月15日、ワンズファクトリー）
- 時間よ止まれ！レズSP 3（3月8日、V&Rプロダクツ）共演：結城みさ、他出演：愛原さえ、篠めぐみ、あずみ恋
- 有名女優の洗ってないアソコをクンニさせてくれますか?（3月8日、V&Rプロダクツ）他出演：笠木忍、さとう遥希、愛原さえ、希咲あや、朝桐光
- MOODYZファン感謝祭 バコバコバスツアー2012 小悪魔痴女たちの誘惑大乱交SP（3月13日、ムーディーズ）共演：Maika、さとう遥希、愛原さえ、ももかさくら、すずきりりか、鈴木ありす、大槻ひびき、霧島あんな、そらのゆめ、このは、木下若菜、初美沙希、真木今日子、長澤あずさ、杏子ゆう
- 禁断介護（3月15日、グローリークエスト）
- 媚薬ザーメン ごっくんジャンキー（3月19日、エムズビデオグループ）
- ズボボボフェラ→ごっくんとSEX（3月22日、アキノリ）
- 3穴FUCK 中出し天国（4月5日、SODクリエイト）
- 露天混浴温泉郷（4月19日、グローリークエスト）共演：大堀香奈
- 輪姦緊縛調教 性奴隷に堕ちた美教師（4月19日、CREAM PIE）
- スペレズ（4月19日、エムズビデオグループ）共演：篠めぐみ
- みるみる勃起する奇跡のコスプレ（4月27日、バルタン）
- あいつらがレズっているのを見つけてこっそりオナニーしてたらバレてしまった…さてどうする? 3（5月10日、アキノリ）共演：このは、他出演：ありさ、前田陽菜、瀬名あゆむ
- ぶっかけごっくん299発ザーメンFUCK（5月11日、First Star）
- ぶっかけ中出しアナルFUCK!（5月13日、ムーディーズ）
- 本当に気持ちいい乳首舐め手コキ 2（5月15日、ワンズファクトリー）他出演：哀川りん、愛原さえ、北川みなみ、北川瞳、北川みなみ、椎名ひかる、原望美、hinano、前田優希、結城みさ
- 漆黒の喉奥シャブリスト（5月18日、ワープエンタテインメント）他出演：竹内紗里奈、澤村レイコ、篠めぐみ、長澤あずさ、中森玲子、村上涼子
- W美巨乳WアナルW中出し（5月19日、エムズビデオグループ）共演：長澤あずさ
- ポニョポニョな私のカラダってダッチワイフ向きですよね。（5月20日、NEXT GROUP）
- 3人の舞台演出家が「ゴムなし」「偽ザーメンなし」「一発撮り」中出しAVエンターテインメント!!ノーカット!!!「真正」中出しドラマ（5月24日、SODクリエイト）他出演：友田彩也香、一ノ瀬ルカ
- 丸ごと！BEST8時間（6月7日、マドンナ）※単体ベスト
- THE（6月13日、ハヤブサ）
- 絶頂!マゾアナルファック（6月15日、ピエロ）
- 綿パン尻コキ女子校生（6月15日、SEX Agent）
- S級熟女コンプリートファイル 4時間（6月19日、VENUS）※単体ベスト
- 犯された婚約者[ぬぐい去れない過去]（6月21日、タカラ映像）
- Shake Body Ver.27（6月25日、AVS collector’s）
- 淫尻授業（7月2日、実録出版）
- 第1回ギャルソンAV企画グランプリノミネート作品 ギャルの身体を手に入れた特別編 いつも僕をいじめるヤンキーの弟が突然、巨乳美少女に変身してしまった!兄弟ふたり部屋で寝泊まりしているうちに童貞の僕はついつい欲情してしまい……。（7月5日、GARCON）
- 接吻！（やる！）（7月13日、FAプロ・プラチナ）他出演：風間ゆみ、つぼみ、北条麻妃、結城みさ、内田美奈子、早乙女らぶ、手塚みや、西城玲華、辺見麻衣 、瀬奈ジュン、五十嵐しのぶ、北谷静香、若菜あゆみ、堀口奈津美、浅井千尋、浅井舞香、加藤ツバキ、新谷彩夏
- E-BODY×kira☆kira×kawaii*3メーカー連動コラボ作品第1弾! キラカワ☆E学園 爆乳女教師大乱交 熱血性教育改革の幕開け（7月13日、E-BODY）共演：中森玲子、一ノ瀬ルカ
- この女に逃げ場無し怒濤の中出しピストン！（7月19日、CREAM PIE）
- 極エロ女神の淫語誘惑（7月25日、AVS collector’s）
- 男魂快楽地獄責め 戦慄のマルチプル・オーガズム研究所 第七巻（7月25日、MOTHERS ENTERTAINMENT PICTURES）
- 天使と悪魔のW責め（8月9日、SODクリエイト）
- 中出しバイバイ（8月24日、EROTICA）
- 女王様は羽月希（8月25日、AVS collector’s）
- 被虐のアナル奴隷犬（8月25日、マドンナ）
- ノーパンパンストで発情する女たち Ver.1 パンストに張りつくマ●コを濡らす女教師、希24歳（9月13日、AVS collector’s）
- アナル 中出し 乱交 ゴックン 11連発 超ハードファック4時間（9月19日、エムズビデオグループ）※単体ベスト
- 俺らに優しいゴックン（9月21日、ワープエンタテインメント）
- 肉欲レイプに感じてしまった人妻（10月12日、ケイ・エム・プロデュース）
- キャリアウーマン M男君犯してあげる（10月19日、Style Art/妄想族）
- 二穴中出しFUCK（11月1日、ワンズファクトリー）
- M男の願望かなえてあげる（11月2日、ケンシロウプロジェクト）
- 妻は恥辱と快感の果てに獣になった（11月13日、CREAM PIE）
- 小便貴婦人（11月16日、OFFICE K’S）
- ポルチオエステ・サロン de HEAVEN 千手観音なめくじアクメ 一人目のお客さま（11月25日、BabyEntertainment）
- 甘えん坊のボクに浴びせられる優しい淫語（12月1日、Fetish Box/妄想族）
- サウナレディのお仕事 素人ユーザー無料開放スペシャル（12月1日、SODクリエイト）
- サディスティックな女 BEST 4時間（12月5日、ジャネス）※単体ベスト
- 驚き！不幸なはずが、もの凄くきもち良かった接吻とセックス！騙されたけど…感じてしまいグショグショに股間を濡らす女の性（12月25日、サイドビー）
- 羽月希の世界（12月25日、AVS collector’s）※単体ベスト

2013年
- とってもエッチなナースたち 2（1月11日、ケイ・エム・プロデュース）共演：つぼみ、春原未来、大槻ひびき、松下ひかり
- オフィス 聖水放尿 顔騎オナニー（1月20日、未来 フューチャー）他出演：浅間アリス、大槻ひびき、Maika、中居ちはる
- 家庭教師の胸の谷間が気になって軽い気持ちでちょっかい出したら、チョー肉食系でチンコ握って離してくれない（1月25日、クリスタル映像）他出演：小倉もも、沙藤ユリ、春希ゆきの
- 見知らぬ男に犯されて… 巨乳妻（1月25日、なでしこ）
- マゾ乳 生中出し Fカップ 91cm（1月25日、ゲインコーポレーション）
- 中華なると原作 隷従契約 〜美囚芸能オフィス〜 蒼居裕美編（1月25日、マドンナ）共演：川上ゆう、深田梨菜
- ごっくん乱交（2月1日、ZUKKON/BAKKON）共演：つぼみ、大堀香奈、藤原ひとみ
- 人気AV女優を姉にもつ私はこんなにも悩み、苦しみ、そして欲情している———（2月7日、東京ティンティン＋）共演：南梨央奈
- 兄嫁は僕のモノ（2月8日、ケイ・エム・プロデュース）
- もしもエステサロンのお姉さんが真性レズビアンだったら… 美人レズエスティシャンの性的快楽マッサージに痙攣潮吹き絶頂してしまう美巨乳美女たち（2月13日、セレブの友）共演：美鈴リリカ、他出演：山本美和子、星崎亜耶、彩凪ゆみ、牧野絵里、南ほのか
- 真・極限催眠 最愛の恋人に裏切られた童顔巨乳美女洗脳ご奉仕快楽白目絶頂連続潮吹きアクメ！（2月13日、セレブの友）共演：つぼみ
- 羽月希 8時間BEST（2月13日、MOODYZ）※単体ベスト
- AV女優さんとエッチしよう！ Vol.1（2月13日、HERO）
- キスとヨダレとアナル舐め、おまけにフェラと手コキ責め。アドリブ痴女ライブ!!（2月14日、ワープエンタテインメント）
- OPPAI ナーススペシャル ロリ中出し4時間（2月19日、OPPAI）共演：葉月めぐ、さとう遥希、牧瀬みさ、野宮さとみ
- 支配される愛快感泥沼3Pレズビアン 濃密に絡み合う愛欲ベロキス終わらない快感大量潮吹きと裏切られた夜這い強姦生中出し（2月25日、セレブの友）共演：朝倉ことみ、大槻ひびき
- （裏）手コキクリニック 〜特別版〜 2穴性交クリニック 2（3月7日、SODクリエイト）他出演：平子知歌、深田梨菜、姫川きよは
- 悩殺フェロモンむんむんっ！むっちむちボインちゃん家庭教師（3月8日、カルマ）
- 中出しさせてくれる高級人妻風俗嬢（3月22日、なでしこ）
- 究極の人格支配催眠 悪用厳禁！五感と記憶をすべてコントロール！変態巨乳美女おもらし白目痙攣絶頂快楽の記録（4月13日、セレブの友）
- POPむちむちメイドのご奉仕（4月19日、Fetish Box/妄想族）
- 厳選されたオンナだけの狭い所オナニー！見ている貴方だけをずっ〜と見つめて汗だく汁だく密室快楽止まらないふしだら自慰行為（4月25日、セレブの友）他出演：村上涼子、翔田千里、稲川なつめ、月城ありさ、美泉咲、深田梨菜、美山さなえ、大島あいる、天野小雪、桜りお、伊織涼子、大槻ひびき、江波りゅう
- 黒人初解禁 黒人巨大マラ VS 羽月希 27歳 終わらない巨根快楽責め（4月25日、グローバルメディアエンタテインメント）
- 罠に堕ちた人妻16 悲劇の復讐 犯されたアナル（5月1日、中嶋興業）
- 姉貴が手ブラで家の中をうろちょろするから僕は今日も文句をタレつつ勃起する（5月23日、ALEDDIN）
- 催眠淑女（6月1日、催眠淑女）
- 性欲処理専門 セックス外来医院 6 真正中出し科（6月6日、SODクリエイト）他出演：葵野まりん、小野麻里亜、水希杏
- トリプルレズビアン 9 〜愛と嫉妬と禁断の姉妹〜（6月21日、クリスタル映像）共演：雨宮真貴、二葉 恵
- 熟（6月28日、なでしこ）
- スポ☆はめ HERO学園中出し女子運動部 Vol.1（7月13日、HERO）
- 尻伝説（7月15日、実録出版）
- プラチナ熟女コンプリート 羽月希BEST4時間（7月19日、エマニエル）※単体ベスト
- 生中出し痴漢便所4時間 仕事終わりのアフタートイレ痴漢濃厚生中出し陵辱アクメ！（7月19日、エンペラー/妄想族）他出演：美泉咲、新山かえで、大槻ひびき、北川エリカ、初芽里奈、平山こずえ、深田梨奈、水谷シェリー、深津佳乃、柳田やよい、朝倉ことみ、江波りゅう
- 性感レズエステ 5 女にイカされる汁だく熟女（8月16日、クリスタル映像）他出演：真木今日子、朝宮涼子、沢村ゆうみ、中島美和、本庄真弓
- 足裏パラダイス 5 (8月22日、KEU) 他出演:波多野結衣、上原亜衣
- 完全なる飼育 第四章 狙われた人妻…あなたの妻は大丈夫？隣人に監禁調教されたロリ人妻 羽月希 25歳（8月25日、GME）
- 人妻たちのパートは意外な程に卑猥（8月25日、Mellow Moon）他出演：初美沙希、美緒みくる、桐岡さつき、有奈めぐみ、矢部寿恵
- 野外人妻羞恥 22（9月6日、映天）
- 近親乱交 2 義母の過去と嫁の秘密。（9月20日、クリスタル映像）共演：寺崎泉
- セレブな人妻の不倫現場 旦那は知らない秘密のSEXパートナー禁断生中出し性交（9月25日、セレブの友）他出演：翔田千里、滝沢すみれ、北島玲、高下えりか、江波りゅう、深津佳乃、東城佳苗
- ペニバンナースの淫語ケツ穴クリニック（10月25日、AVS collector's）
- 雄二ゴメスloves人妻 羽月希 28歳（10月31日、素人only プラム）
- ぶらりAV女優 Vol.2 (中出しアナル紀行・横浜の旅)（|11月13日、HERO）
- ママのリアル性教育（11月21日、グローリークエスト）
- Sランク!美熟女 羽月希（12月1日、エマニエル）
- のぞみの挑発チラリズム …若妻が意地悪すぎて困るんです… その4（12月25日、アロマ企画）

2014年
- 寝取り夜這い ③（1月2日、グローリークエスト）他出演：美神さゆり、白鳥寿美礼、結城みさ、青山葵
- 女性用医療品メーカーに就職したら先輩OLたちの放尿便器奴隷にされた僕（1月9日、GARCON）共演：大槻ひびき、杏紅茶々、夏川遥
- 美5周年×kira★kira7周年スペシャルコラボ企画 -淫乱学園HIGH SCHOOL TEACHER SPECIAL 美巨乳壮絶大乱交4時間スペシャル- (1月25日、美) 共演:蓮実クレア、西條るり、星咲優菜、波多野結衣
- お姉様に洗っていないマ○コをクンニさせられ脳でイクッM男240分（2月1日、妄想族）他出演：白鳥寿美礼、白河雪乃、小宮山せりな、晴華れい、園田セイラ、伊織涼子、朝霧一花、雨宮琴音、雨宮真貴
- たわわな爆乳OLは勤務中に変態オヤジのチ○ポを咥え、夜は複数チ○ポで本気イキ。（2月25日、スタジオライブ）
- アナルぴくぴくレズビアン（3月19日、レズれ！）共演：有本紗世
- あ～やらしい！42 清純派痴女の変態精飲（3月21日、S.P.C）
- 小便姉妹（4月18日、OFFICE K’S）共演：星川麻紀、他出演：沙藤ユリ、夏目優希、桜瀬奈、結城みさ、葵こはる、芹沢つむぎ
- 激臭チンボ!! 鼻コキ!! 2（4月18日、OFFICE K’S）他出演：星川麻紀、芹沢つむぎ、結城みさ、上原花恋
- たいそうのおねいさん（4月24日、タカラ映像）
- 絶叫ぶっ飛び潮吹きお漏らしスケスケパンティー（5月25日、デジタルアーク）他出演：鈴木なつ、武井麻希、ayami、大槻ひびき、堀口奈津美、橘なお
- べろちゅうレズビアン（6月13日、BACK DROP）他出演：新井エリー、青山真希、日向小夏、山本美和子、加納綾子、竹内紗里奈、藤原ひとみ、あいかわ優衣、美咲結衣、希咲エマ、稲川なつめ、堀口奈津美、松下美雪、杏紅茶々、結城みさ、秋野みさき、篠田ゆう、川上ゆう、まりか、深田梨菜、朝桐光、香坂澪、二葉恵、相島奈央
- 淫乱女子の縄感度（6月13日、妄想族）他出演：加納綾子
- ネバネバスペルマ ⑲（7月4日、映天）
- 緊縛 美姉妹 レズ調教（7月7日、ビビアン）共演：橘ひなた
- 母のねっとり筆おろし こともあろうに母親に童貞を奪われた僕（7月19日、エマニエル）他出演：有沢実紗、櫻井夕樹、堀口奈津美、藤咲沙耶
- 羽月希の3穴レイプファン感謝祭 (7月19日、エムズビデオグループ) - 監督:テキラティーノ

2015年
- アナルに狂った変態ドM水泳インストラクターの肛門中出し性交（1月1日、Fitch）
- お母さんVS組織暴力（2月13日、溜池ゴロー ）
- サウナレディのお仕事 12 真正中出しフルコーススペシャル (3月5日、SODクリエイト) 共演:横山みれい、二宮ナナ、水野朝陽
- 羽月希ファン感謝 ごっくん中出し 2穴乱交オフ会（5月1日、CORE）
- 極太アナル拡張（5月1日、ムーディーズ）
- 月に一度の危険日!! 3穴中出しオフ会（5月19日、エムズビデオグループ）
- 調教オフィス アナル責めでメス犬になる不倫OL（6月13日、ミステリア/妄想族）
- 食ザーごっくんバイキング 2（7月19日、エムズビデオグループ）
- セレブ公開調教（8月6日、グローリークエスト）
- シリーズ団塊18 羽月希の場合 太刀川公章 64歳（9月16日、UIA）
- M DOLES THE BONDAGE CORSET GIRL FETISH（9月25日、AVS collector's）
- 強姦ドキュメント5（10月7日、アタッカーズ）
- 緊縛人妻中出し（10月13日、溜池ゴロー）
- 女スパイ暴虐拷問室 14（10月19日、シネマジック）
- 悶絶腰砕け アナル拷問（11月1日、ムーディーズ）
- 未婚で彼氏もいないアラサー女教師は、溜まった欲求不満を男子生徒の生チ○ポで解消している!（12月4日、OFFICE K'S）他出演：水野朝陽、美泉咲
- あなた、許して…。-欲情に包まれて2-（12月8日、アタッカーズ）
- ガチンコ・希 AVでやってきたエロパフォーマンスはやめろ!! 素のエロを全部さらけだせ!!（12月19日、ドグマ）

2016年
- アナル、咲き乱れて…（1月7日、アタッカーズ）
- 逆ショタ奇譚 アナル狂いのショタからケツとマ●コにチ●ポ2本挿しされて旦那の罪を償わされる奥様（1月21日、グローリークエスト）
- 残酷猟奇性拷問 忍 号泣の女捜査官 Vol.9（2月19日、BabyEntertainment）
- 食ザー露出ハイキング（2月19日、エムズビデオグループ）
- アナル淫語痴女（3月4日、OFFICE K'S）
- 思春期チ○ポに興奮する猥褻女家庭教師がした事の全記録（3月17日、グローリークエスト）
- 人妻カウガール 家畜小屋の肉便器（4月1日、シネマジック）
- 肛虐の生贄人妻アナル調教（4月8日、オルガ）
- 完全騙し打ちドキュメント "ひとでなし"（4月19日、乱丸）
- 縄酔い人妻 肉奴隷契約（4月25日、AVS collector's）
- 昭和女のエレジー 引き裂かれた友情 憲兵隊に輪姦された2人の仲良し若妻1928 (5月12日、ヒビノ) 共演:初美沙希
- 黒髪清純派受付嬢はセックス依存症 某化粧品会社の受付嬢と「平日昼間に密会セックス」（5月25日、イークリップ/シャークス）
- 淫語で誘惑 エロ美BODY（6月13日、AVS collector's）
- 女囚幻想（6月20日、S&Mスナイパー）
- 魔法少女マリカ 凌辱地獄（7月22日、GIGA）
- 美人若妻デリヘル嬢奴隷遊戯（8月26日、人妻花園劇場）
- 美尻奥さま騎乗位狂い（10月27日、タカラ映像）
- 新橋オイルandオイル M男くん大好きなお姉さんたちだけが在籍するお店（11月25日、アロマ企画）
- 飛鳥りん レズ解禁 ～チアリーディング部の先輩は全員レズビアン～（12月8日、SODクリエイト）共演：飛鳥りん 、春原未来、篠田ゆう、広瀬うみ

2017年
- 広瀬うみに、波多野結衣と羽月希が教えるレズの作法（1月6日、SODクリエイト）共演：広瀬うみ、波多野結衣
- パンストディルドオナニー（1月6日、OFFICE K’S）他出演：夏希みなみ、最上晶、桜ちなみ、涼宮琴音
- クラブ「のぞみ」のママの 謎解きはSEXの後で（1月7日、RUBY）共演：八咲唯、花岡よし乃
- 妄想アイテム究極進化シリーズ 入れ替えノート（1月19日、ROCKET）共演：木村つな、緒方ルナ、花咲りお
- レズビアンに囚われた女潜入捜査官～製薬会社に隠された秘密…単独潜入で落ちた罠～（1月19日、ビビアン）共演：斉藤みゆ、浜崎真緒、加納綾子
- 母子交尾 ～野仲路～（2月7日、RUBY）
- 性欲旺盛・口淫・ベロキス大好き変態娘との一泊二日の温泉旅行（2月16日、グローリークエスト）
- ノーカット撮影汗だく性交。オトナの女の官能的激性交。（2月19日、TEPPAN）
- 若作りしてホットパンツ穿いた肉感溢れる欲求不満妻の熟れたデカ尻に興奮した旦那の友人！我慢できず旦那に内緒でチ○ポネジ込むとご無沙汰過ぎて即絶頂！尻肉激揺れするほど激しいピストンで何度もイキまくる！（3月10日、V&R PRODUCE）他出演：尾上若葉、二階堂ゆり、相澤ゆりな
- 東京人妻中出し図鑑（3月18日、Mr.michiru）他出演：月本愛、愛咲えな、柳あきら
- 乙女ロイド（3月20日、STAR PARADISE）他出演：琴音さら
- 蕩けるような眼差しで男の目を見つめながら 愛おしそうにチ○ポをしゃぶるエロ熟女たち（4月25日、セブンエイト）他出演：平松恵理香、柳田やよい、美神さゆり、結花ゆず香、内田彩乃、山下りん、吉本昌子
- ～緊縛～ 8 羽月希×蓬莱かすみ（5月20日、S&Mスナイパー）共演：蓬莱かすみ
- ふたなり!薬を飲んだらチ○ポが生えちゃってレズ責めされちゃった私（8月13日、ワンズファクトリー）共演：蓮実クレア
- 寝取られ婚約者調教～20発中出し＆15発ぶっかけ記録映像～（9月22日、個性派Director’s）
- 朝の満員電車で見かけ憧れていた奥さん（結婚指輪で判断）が痴漢に遭遇していたのだが拒むどころかイキ淫れる痴漢ＯＫ妻だった！そうだと知った僕は痴漢行為に初挑戦することを決意して恐る恐る触ってみたら『震えてるわよ…緊張してるの？』と耳元で囁いてきた！真面目だけが取り柄だった僕はこの日から痴漢になった ! !（11月7日、VENUS）
- 緊縛絶頂人妻潮吹き（11月10日、REAL/KMP）
- 【極レア】完全プライベート！羽月希のドスケベ酔っ払いナマパコ動画（11月19日、チキチキカマー/妄想族）
- 近親相姦～【不言】隣にお父さんがいるのよ～（11月24日、なでしこ）
- 完全主観有名女優の中出しソープ (12月7日、アイエナジー) 他出演:大槻ひびき、水城奈緒、川越ゆい
- 自慢のBODYを惜しげもなく晒すスケベ女とのエロエロ温泉デート（12月21日、グローリークエスト）
- 絶頂NTR残酷悲劇 第一話:僕の目の前でイキ続ける哀しき妻の肉体（12月25日、BabyEntertainment）
- 止まらない嫉妬×SEX（12月25日、MAX-A）

2018年
- 神パンスト 人妻や母、働く制服OL等やらしい熟女の美脚を包んだ生ナマしいパンストを完全着衣でムレた足裏からつま先を味わい尽くす！オナニーや顔騎や足コキ、時には中出し時にはお尻にコスってぶっかけとやりたい放題！（1月11日、親父の個撮）
- Anal Device Bondage X 鉄拘束アナル拷問（2月1日、グローリークエスト）
- 女殺残酷昇天縄物語 2（3月1日、中嶋興業）
- ネトラレーゼ 妻を爽やかそうな上司に寝取られた話し。（3月8日、タカラ映像）
- 旦那からの着信は不倫セックス中!! 不倫相手に促され電話に出た人妻は、必死に喘ぎ声を押し殺してはいたが、行為がエスカレートし興奮度はMAXに！絶対にバレてる!? 5（3月9日、ケイ・エム・プロデュース）他出演：円城ひとみ、成宮いろは、浜崎真緒、桜井彩、水元恵梨香
- 剛毛熟女に濃厚中出し8人（3月9日、なでしこ）他出演：井上綾子、江上しほ、とみの伊織、西山あさひ、清城ゆき、平岡里枝子、矢部寿恵
- 「私のカラダのせいで興奮させてゴメンなさい」ひとつ屋根の下で年頃の夫の連れ子と暮らす義母は息子から性的視線を向けられても本当は嫌じゃない 2（3月9日、なでしこ）他出演：相沢かな、高島千鶴、川内董、有沢実紗、桐島秋子、藤咲沙耶
- 奴隷制度復活 弄ばれる美しき女体（3月13日、FAプロ）他出演：瀬戸すみれ、江波りゅう、武藤つぐみ、円城ひとみ、天海しおり、川越ゆい、川上ゆう
- 徹底主観で低速焦らしフェラチオ ～しつこいぐらいの亀頭責め、咥えてくれたと思えば超スロー、絶頂手前を彷徨い続ける生き地獄～（3月16日、SEX Agent）他出演：篠田ゆう、舞島あかり、浅田結梨、青山はな、紗藤まゆ、松下美織、秋吉花音
- 顔面騎乗しながらセルフイラマチオ ～男にまたがり興奮する痴女達は自らハードに喉の奥まで咥え込む～（3月16日、SEX Agent）他出演：篠田ゆう、浅田結梨、松下美織、浜崎なお、海空花、青山はな、紗藤まゆ
- 貫通ザーメン！暴発パン中手コキ 2 ～見えない手元が中で大暴れ！蒸し蒸しの密閉空間で行われる秘め事～（3月16日、SEX Agent）他出演：篠田ゆう、浅田結梨、秋吉花音、浜崎なお、海空花、青山はな、紗藤まゆ、松下美織
- 美人妻を容赦なく犯し続ける5時間（3月23日、人妻花園劇場）他出演：大槻ひびき、推川ゆうり、春原未来、早川瀬里奈、花咲いあん、北条麻妃、波多野結衣、風間ゆみ、篠田あゆみ、篠田ゆう、通野未帆、二階堂ゆり ほか
- ヘンリー塚本 原作 肉親性交 禁じられた性（4月1日、FAプロ）他出演：天野小雪、水嶋アリス、美浦あや
- こぶ縄くいこみ触手棒責め 生殖器をしごかれ悶絶する女たち 2（4月1日、シネマジック）他出演：桐島美奈子、星空もあ、三喜本のぞみ、川越ゆい、小泉まり、美月優芽、辻本りょう、伊東紅 ほか
- ヘンリー塚本 原作 好色レズマンション 同性愛無法地帯（4月13日、FAプロ）共演：真木今日子、白鳥寿美礼、他出演：結菜はるか
- お母さんといっしょ 僕と母と淫靡な湯治と。欲求不満の人妻は温泉旅館で息子に抱かれ激しく悶える近親相姦。12人4時間（4月25日、ビックモーカル）他出演：川上ゆう、三浦恵理子、北条麻妃、村上涼子、吹石れな、小早川怜子 ほか
- ヘンリー塚本 青姦 ヌケるド迫力映像（5月13日、FAプロ）他出演：川越ゆい、月本愛、葵千恵、春原未来、斉藤みゆ、熊谷麻美、横山夏希、桐島美奈子
- イカセバトルロワイアル ガチ4戦×4時間 (5月25日、マックス・エー) 共演:あず希/他出演:波多野結衣、大槻ひびき、倉多まお、三原ほのか、霧島さくら、栄川乃亜
- フィスト解禁！痙攣狂いアナルレズ奴隷（6月1日、ヴィ）共演：二階堂ゆり、桑田みのり
- ゴミ捨て場でノーブラ奥さんと遭遇2 胸チラに興奮したのでその場で犯して中出し（6月19日、かぐや姫Pt/妄想族）他出演：明里ともか、吉岡奈々子
- もう二度と見たくない胸糞レズNTR（7月1日、ヴィ）共演：二階堂ゆり、桑田みのり
- 「おばさんの私が下着を盗まれるなんて…」2 自分を女として見てくれるというだけで人妻は発情してしまうので中出しセックスのハードルが低い！（7月19日、かぐや姫Pt/妄想族）他出演：明里ともか、吉岡奈々子
- フィストファッカー（8月2日、グローリークエスト）
- 伝説のドリームマッチ！女子○生×OL×AV女優芸人！レズビアンバトル！（8月10日、V&R PRODUCE）共演：友田彩也香、篠宮ゆり、愛須心亜、峰岸ふじこ、西園寺れお
- 潮吹き巨乳レイヤー 引き裂きアナル拷姦（9月1日、ヴィ）
- ド変態女優たちの見せつけ自画撮りアナルオナニー（9月6日、グローリークエスト）他出演：神納 花、桃瀬ゆり、鶴田かな、南梨央奈、三原ほのか、月野ゆりあ、北川ゆず
- 若くして出産したまだまだ全然アリなお母さんの成熟した裸に触れ発情した僕はイケない事とは知りながら一線を越えてしまった（9月14日、なでしこ）他出演：池上まひろ、七原あかり、澁谷果歩、成宮いろは、波多野結衣
- 親父の後妻（9月28日、新世紀文藝社）他出演：初美沙希、新山かえで
- 美人だらけの顔面騎乗スペシャル!! 5時間（10月19日、OFFICE K’S）他出演：有村千佳、初美沙希、瀬名あゆむ、鈴木ありす、桃宮もも、水澤まお、吉村杏菜、白鳥ゆな、一ノ瀬ルカ
- 【ノーパン喫茶】【愛人バンク】 昭和夜の青春物語（12月14日、日本藝術浪漫文庫）他出演：天野小雪、よしい美希、板野あかり

2019年
- 交互フェラ ～時には仲良く、時には奪い合い、男性不足のチンシェア時代～（1月18日、SEX Agent）共演：篠田ゆう／他出演：あおいれな、麻里梨夏、宮崎あや、阿部乃みく、神波多一花、泉ののか、青山はな、紗藤まゆ
- 羽月希全仕事 8時間2枚組（4月7日、ルビー）※単体ベスト
- 黒人に犯された熟女たち デカチン強姦!（5月17日、なでしこ）他出演：結城みさ、小早川怜子、白鳥寿美礼、七海ひさ代、翔田千里
- 初母乳大噴射イキ 羽月希 (8月1日、ナチュラルハイ)
- 羽月希 母乳 復活 ～超高画質4K撮影で見せる授乳プレイコンプリートスペシャル～ (8月9日、赤面女子)
- 最低10発はヌクッ!!効能茶で何度でも射精可能な母乳回春サロン (9月8日、unfinished)
- NTR母乳妻 会社の同僚に飲み干されちまった嫁の母乳 (9月12日、センタービレッジ)
- 電撃復活 本物母乳人妻 羽月希 久々の他人棒で母乳大噴出 (9月13日、E-BODY)
- 黒人ホームステイNTR 産後で感度が上がる母乳妻と極太編 (9月25日、ダスッ!)
- 雌蕊結び (10月1日、S&Mスナイパー) 他出演:原美織、かなで自由
- 祝!!「痴漢電車」シリーズ30作突破記念作品!! 羽月希 母乳復活!! 人妻母乳痴漢電車 ～快感で飛び散る淫猥白濁液～ (10月7日、マドンナ)
- 羽月希のレズナンパ (10月19日、ルビー)
- この母乳は義理の息子のモノ (10月24日、タカラ映像)
- 金粉母乳奴隷 (11月19日、バミューダ/妄想族)
- 「出産直後の『羽月希ママ』が俺らの精子を旦那より愛おしく飲んでくれる」プレミア精飲オフ会 愛嬌のあるママ女優が笑顔で18発 (11月21日、コスモス映像)
- まるまる!羽月希 (11月22日、なでしこ) ※単体ベスト
- 暴行魔 性犯罪多発地区（12月1日、FAプロ）他出演：森ほたる、夏原唯、涼城りおな
- 母乳ママvs潮吹きM男 お下劣ママが発情母乳を撒き散らす (12月19日、ドグマ)
- 母乳緊縛 最後の晩餐 (12月19日、バミューダ/妄想族)
- ミルクママと母乳生搾り面接 (12月25日、アロマ企画)
- 親戚のおばさんに筆おろしされた僕。リターンズ 9 （12月27日（レンタル）/2020年1月1日（セル）、LEO） 共演:赤瀬尚子

2020年
- 兄嫁の母乳は飲み放題 (1月9日、センタービレッジ)
- 濃厚母乳小便!浴びまくり飲尿レズ (1月25日、OPERA) 共演:桑田みのり
- 禁断介護 (2月7日、グローリークエスト)
- 緊縛調教妻 老人会の生贄 弄ばれた母乳未亡人 (2月7日、グローバルメディアアネックス)
- 大量母乳小便!ヘビ舌責め拘束M男調教 (2月25日、オペラ)
- お母さんの玩具になった僕 母乳美義母はデカチン狂い! (3月7日、ルビー)

2022年
- 羽田希 AV引退 最後の覚醒 〜痴漢、レズ、痴女、拘束イカセ〜 ナチュ出演作BEST付き2枚組8時間 完全版（1月13日、ナチュラルハイ）

#### 羽田希 名義
2024年
- カメラの前でおしっこする女 5（11月26日、グローリークエスト）

### 女性向けアダルトビデオ
- 素直になれない恋人たち（2014年6月5日、SILK LABO）他出演：一徹、倉橋大賀、二宮ナナ
- ドラマじゃないモン!!（2016年12月8日、SILK LABO）他出演：一徹、月野帯人

### アダルトVR
羽月希 名義
2016年
- 欲求不満なママ友の神レベルな巨乳巨尻圧迫（12月23日、フランソワ/CASANOVA）共演：蓮実クレア
- 弟に欲情しだした姉がとんでもない痴女だった件（12月23日、フランソワ/CASANOVA）

2017年
- ハイスペ妹2人のオナニーで超フルボッキ事件（1月13日、フランソワ/CASANOVA）共演：蓮実クレア
- 癒しの巨乳ズリが超クセになる（1月27日、フランソワ/CASANOVA）
- 滴る汗が降りそそぐ密着汗だく性欲全開中出しSEX 2（3月10日、SODVR）
- 欲求不満のナースたちにかわるがわるチ○ポを奪われ全員に中出しを求められるハーレムSEXスペシャル!（3月10日、SODVR）共演：小西まりえ、涼川絢音、なごみ
- 4人に囲まれひたすら顔騎おま○こドアップ潮吹き見せつけオナニー（3月10日、SODVR）共演：小西まりえ、涼川絢音、なごみ
- 4人の痴女美人に囲まれひたすら淫語責めされ続ける密着ハーレムフェラチオ（3月10日、SODVR）共演：小西まりえ、涼川絢音、なごみ
- 唾液べちょべちょベロキス全身舐め痴女淫語Wチ○ポ責め 美巨乳お姉さん編（3月10日、SODVR）共演：涼川絢音
- 涎まみれチ○ポ優しい淫語で交互にしゃぶり続ける涙目喉奥ディープスロート（3月10日、SODVR）共演：なごみ
- 欲求不満人妻のフェラは異常にエロい（3月17日、フランソワ/CASANOVA）
- 射精のプロ! AV女優の極上テクニック体験（3月24日、フランソワ/CASANOVA）共演：蓮実クレア
- 部下OLがクソエロでセックス中毒（3月24日、ピエール/CASANOVA）
- 生中出しスペシャル!! VRだから本当にセックスしてるみたいでしょ【女教師コスプレ編】（6月13日、KMPVR）
- 某有名女子大の学生寮でハーレムになった素人童貞の僕（6月20日、KMPVR）共演：あべみかこ、篠田ゆう、野々宮みさと
- 絶童（8月11日、ミッシェル/CASANOVA）共演：春原未来
- プロダクション直営AV女優在籍高級ピンクサロン 3回転ver.（8月11日、WOW!）共演：なつめ愛莉、神納花
- もしも彼女がAV女優だったら… VR濃厚ベロベロ接吻ハーレム中出しSEX（8月17日、WOW!）共演：なつめ愛莉、神納花
- ハズレ無し風俗店（8月25日、フランソワ/CASANOVA）共演：春原未来

2018年
- もしも羽月希が癒し系メンズエステシャンだったら…（1月15日、KMPVR）
- 親戚の姉ちゃんたちが全員むっちむちのエロ巨乳「恥ずかしがることないのよ♥」っと僕に密着しながら濃厚な中出しSEX（2月26日、KMPVR）共演：優月まりな、美泉咲
- 「旦那には内緒ですよ」っと巨乳を揺らし密着しながらイキまくるむっちり奥さんが最後は中出し願望まで!!（3月1日、KMPVR）
- 裏クチコミ評価5のビジネスホテル 裏メニュー専門マッサー嬢（4月13日、フランソワ/CASANOVA）
- 超VIP席! ハイレベル美痴女達の見せ付けレズ（5月11日、フランソワ/CASANOVA）共演：篠田ゆう
- 仮想現実ライブチャット AV女優 羽月希ちゃんログイン中（6月8日、ミッシェル/CASANOVA）
- 見せ付けレズ ～レズビアンのセックスは濃厚接吻から始まる～（11月2日、フランソワ/CASANOVA）共演：篠田ゆう

2019年
- 母乳専門風俗潜入体験VR こだわり授乳アングル&しぶきまでクッキリ高画質60fps!!際限なくあふれ出るミルキー母乳をチューチューしてごっくんできるVR!! (11月5日、変態紳士倶楽部)

2020年
- 母乳飲みVR 昼はこども、夜は旦那に憑依! (1月13日、SODクリエイト)
- 産後のSEXレスで欲求不満になってる義姉の母乳誘惑に流されヤリまくってしまった自宅浪人の僕 (3月20日、マドンナ)

### 海外配信作品
- 好色妻降臨 Vol.23 羽月希（Sky High）
- 夫の目の前で犯されてしまった若妻 羽月希（HD）
- 僕の彼女が羽月希だったら〜特別編集版（カリビアンコム）
- 夫の目の前で犯されてしまった若妻（カリビアンコム）
- 恐怖のなかだ新聞 後編（ドラマコレクション）
- レッドホットジャム RED HOT JAM Vol.249 夫の目の前で犯されてしまった若妻（Sky High ）
- 人妻アイドル 近親相姦 Part.1（トリプルエックスFHD）
- Empire Vol.5 〜淫乱美麗〜（トリプルエックスFHD）
- 淫乱美痴女・希とひなたに玩ばれて ～デュアル淫プレッション～羽月希（HEYZO）共演：橘ひなた
- 縛られた教育実習生（Red Hot Jam）
- Premium Pussy（Red Hot Jam）

### イメージビデオ
- Nozomi 声がでちゃう 中川希美（2010年9月24日、Spot）
- 万華鏡 羽田ひかり（2011年3月18日、心交社）
- ノンちゃんと温泉気分/羽月希（2013年5月29日、オルスタックピクチャーズ）
- Nozomi ティータイムラヴァー（2016年12月15日、REbecca）
- Aphrodite（2017年9月15日、ファインピクチャーズ）
- ヘアーヌード～無修正・美熟女・元看護師～パンティー付 羽月希（2019年12月26日、スパークビジョン）
- 純真無垢 疋田のぞみ（2020年5月28日、SID）

## 出演

### 一般映画
- プリンセス 甘く危険な休日（2017年7月9日、OP PICTURES） - マリア（マルゲリータ）役[20] ※成人映画「恋するプリンセス ぷりんぷりんなお尻」のR15+用再編集版[21]

### ピンク映画
- 抱きたい人妻 こすれる感触（2012年5月25日公開、監督：吉行由実、オーピー映画）- 前田麻衣 役[22]
- 新婚妻の性欲 求める白い肌（2012年8月31日公開、監督：吉行由実、オーピー映画）- 峯田香織 役[23]
- 義父の愛撫 くい込む舌先（2013年11月22日公開、監督：吉行由実、オーピー映画）- 麻美 役[24]
- 四十路熟女 性処理はヒミツ（2015年3月27日公開、監督：竹洞哲也、オーピー映画）- 虎谷つむぎ 役[25]
- お昼の猥談 若妻の異常な性体験（2015年4月10日公開、監督：吉行由実、オーピー映画）- 野沢亜美 役[26]
- 崖っぷちの熟女たち（2015年、監督：竹洞哲也、オーピー映画）- 虎谷つむぎ 役[27]
- 恋するプリンセス ぷりんぷりんなお尻（2016年9月23日公開、監督：吉行由実、オーピー映画）- マリア (マルゲリータ) 役[28]

### オリジナルビデオ
- マーダーフィルム ストーカーに狙われたメイド（2013年9月13日、JVD）
- 若妻の清算（2013年10月3日、アースゲート）
- ステキな童貞侍（2014年8月20日、ラインコミュニケーションズ）
- 悪魔のえじき アイ・スピット・オン・ユア・リメインズ（2014年9月12日、JVD）
- 秘湯心霊の旅 東伊豆編（2015年10月5日、アネック）
- ディープレッド 甘美な誘惑（2018年4月3日、アースゲート）
- 溺愛 調教の記憶（2018年10月2日、スターボード）
- 美魔女たちの秘蜜 厳選DELUXE（2019年4月2日、ハピネット・ピクチャーズ）
- SEX and LoveDoll:リリー 美爆乳花嫁のカラダのヒミツ（2020年3月4日、シネマファスト）

### テレビ
- おとなの子守唄（2013年7月5日、サンテレビ）…「ツルーカス監督の芸術は爆発だ!」ゲスト
- AV姫tv（2016年6月4日 - 、AV王(スカパー)、YouTube）※篠田ゆう・蓮実クレア・涼川絢音とのレギュラー番組
- エロの極みオトメたち（2017年10月16日、エンタ!959）[29]

### ゲーム
- 龍が如く0 誓いの場所（2015年3月12日、セガ）神味庵 従業員・希 役

### web配信
- Marks group×Lotus group PresentsオールスターAV女優ここに集結！エロ汁ブシャームラムラ祭り(2014年5月30日、ニコニコ生放送)
- トイズハートプレゼンツBUBKA「きのう誰食べた？」（2015年4月2日、ニコニコ生放送） - ゲスト[30]
- 桃色♡ゲームチャンネル（2018年1月25日・2月15日・3月1日 - 、AbemaTVウルトラゲームス）[31]
- トイズハート プレゼンツ「ハートの部屋（仮）」第25回（2018年3月2日、ニコニコ生放送）[32][33]
- テレ東無観客フェス2020「女のみち特別編～アンダーコロナの女たち～」（2020年7月4日、Streaming+）座談会参加[34]

## 書籍・その他

### 写真集
- Love Letter（2012年7月18日、双葉社、撮影：横山こうじ）ISBN 978-4575304398
- 原寸大おっぱい図鑑 Ecstasy（2017年11月17日、一迅社、撮影：須崎祐次）Fカップ担当[35] ISBN 978-4758015790

### ポーズ集
- セクシャルヌード・ポーズBOOK act 羽月 希（2017年2月27日、二見書房、撮影：長谷川朗）ISBN 978-4576170305
- ビジュアルヌード・ポーズBOOK Dessin（2018年5月28日、二見書房、撮影：長谷川朗）ISBN 978-4-576-18081-6

### 電子書籍
- 潜入！エンドレス・エクスタシー実践セミナー 羽月希の場合（ココロとカラダ有限会社）

### アダルトグッズ
- kmp PREMIUM HOLE PLUS（2017年11月30日、ケイ・エム・プロデュース）
- 匠 生名器 羽田希（2020年12月21日、ルビー、DVD同梱の商品も有り）